# Онг Чан
Онг Чан (*тай. เทพสิงห์; д/н — після 1761) — 26-й володар держави Ланна у 1759—1761 році.

## Життєпис
Походив з династії Фа Нгума, гілки Луанґпхабанґ. Третій син Онг Кхама, правителя Луанґпхабанґу і Ланни. 1759 року після смерті батька отримав у володіння Ланну. Невдовзі виступив проти Сотікакуммана, правителя Луанґпхабанґу, відновивши повну незалежність держави.
Доклав багато зусиль, щоб отримати підтримку знаті та уберегтися від вторгнення бірманських військ. 1761 року був повалений молодшим братом Пхадом. Втім не мав підтримки, тому поступився владою буддійському ченцю Кхіхуту. Подальша доля Онг Чана невідома.